# Choate Rosemary Hall
La Choate Rosemary Hall, ou simplement Choate, est une école privée mixte de préparation à l'université et un internat basé à Wallingford dans le Connecticut.
Il s'agit de la fusion de la Choate School (fondée en 1896) et le Rosemary Hall (fondé en 1890).
Parmi les anciens de Choate se trouvent John Fitzgerald Kennedy, Adlai Stevenson, Edward Albee, John Dos Passos, Brett Icahn (en), Paul Mellon, Geoffrey S. Fletcher, Glenn Close, Michael Douglas, James Laughlin, Jamie Lee Curtis, Ivanka Trump ou encore Paul Giamatti.
Le Paul Mellon Arts Center se trouve sur son campus.
En avril 2017, une enquête révèle que de nombreux abus sexuels sur mineur ont été commis dans l'établissement entre les années 1960 et les années 2010.